# Andre Metzger
Andre Metzger (ur. 1960) – amerykański zapaśnik walczący w stylu wolnym.
Srebrny medalista mistrzostw świata w 1986 i brązowy w 1979 i 1987, a także czwarty w 1982 i odpadł w eliminacjach w 1985. Triumfator igrzysk panamerykańskich w 1979 i 1987. Drugi w Pucharze Świata w 1980, 1986 i 1988; trzeci w 1981 roku. 
Wicemistrz Igrzysk dobrej woli w 1986 roku.
Zawodnik University of Oklahoma.